# Folkevandringstidens sværd
Folkevandringstidens sværd er en type sværd som var almindelige i folkevandringstiden og Merovingertiden i Europæisk historie (ca. 300- til 600-tallet) særligt hos germanske folkeslag. De var udviklet af Romerrigets spatha og udviklede sig videre til vikingesværd i 700-tallet.
Klingen er normalt glat eller med en meget utydelig blodrille, og de har ofte flere ringe af mønstersmedet metal. Håndtaget er typisk lavet af træ, og der findes derfor kun få bevarede eksempler. De kunne være dekoreret med guld. Klingen er normalt mellem 71 og 81 cm lang og 4,5 til 6 cm bred. Tangen er ofte 10-13 cm lang. Bladet  ender normalt i en afrundet spids.
De er særligt fundet i Skandinavien fra germansk jernalder og Vendeltiden.